# Serviço Irlandês de Naturalização e Imigração
O Serviço Irlandês de Naturalização e Imigração faz parte do serviço civil da República da Irlanda. Funciona como uma agência executiva do Departamento de Justiça.

## Visão geral
O Serviço Irlandês de Naturalização e Imigração (INIS) foi criado em 2005 para fornecer um 'balcão único' em relação a asilo, imigração, cidadania e vistos. O INIS é responsável pela administração das funções administrativas do Ministro da Justiça em matéria de asilo, imigração (incluindo vistos) e questões de cidadania. O INIS também facilita toda uma abordagem governamental às questões de imigração e asilo, o que permite um serviço mais eficiente nessas áreas. Também trabalha com o Departamento de Empresa, Comércio e Emprego na emissão de autorizações de trabalho.

## Estrutura
O Serviço está estruturado em várias áreas-chave – asilo, vistos, processamento de imigração e cidadania, política de asilo e imigração, repatriação e acolhimento e integração. A agência também mantém contato próximo com o Garda National Immigration Bureau em relação a muitos aspectos de seu trabalho, incluindo deportações e imigração ilegal. Membros da Garda Síochána de grau de Detetive, também portadores do selo de Oficiais de Imigração, operam em tempo integral na sede em Burgh Quay. Um escritório de imigração de Garda também é mantido em todos os aeroportos e portos principais e em todas as sedes do distrito de Garda fora da região de Dublin.
Anteriormente, as responsabilidades eram partilhadas entre o Departamento de Justiça e o Departamento de Relações Exteriores, da Função Pública da República da Irlanda. Está localizado em 13/14 Burgh Quay, Dublin 2, Irlanda.